# Jazziza
Jazziza är ett album från 1997 av den azeriska jazzartisten Aziza Mustafa Zadeh. Titeln kommer ifrån det smeknamn som hennes far gav henne som liten.

## Låtlista
1. Lover Man - 6:33 (J.Davis)
2. Sunny Rain - 6:03 (Aziza Mustafa Zadeh)
3. My Funny Valentine - 7:40 (Rogers & Hart)
4. Scrapple From The Apple - 1:15 (C.Parker)
5. Character - 5:57 (Aziza Mustafa Zadeh)
6. Nature Boy - 5:52 (E.Ahbez)
7. You've Changed - 5:46 (Carey & C.Fisher)
8. Butterflies - 1:28 (Aziza Mustafa Zadeh)
9. Black Orpheus - 8:15 (T.Jobim)
10. How Insensitive - 5:35 (T.Jobim)
11. Take Five - 6:52 (P.Desmond)
12. I Can't Sleep - 4:15 (Aziza Mustafa Zadeh)

## Musiker
- Aziza Mustafa Zadeh - flygel och sång
- Toots Thielemans - munspel
- Eduardo Contrera - slagverk
- Philip Catherine - gitarr